# Brilliance H330
Der Brilliance H330 ist ein Pkw der Kompaktklasse der chinesischen Automarke Brilliance. Das Schrägheck-Modell wird als Brilliance H320 bezeichnet. In China wurde es ab 2012 angeboten und in einigen Ländern des Nahen und Mittleren Osten ab 2015.

## Geschichte
Die Baureihe ist eine umfangreich modellgepflegte Version des Brilliance BS2, der auch Junjie FRV bzw. FSV benannt wurde und formal erstmals unter selbem Namen auf der Auto China 2012 in Peking gezeigt wurde.
Vorgestellt wurde das Fahrzeug als Schrägheck-Modell unter der Bezeichnung H320 erstmals im August 2012 auf der Chengdu Auto Show. Kurz darauf kam das Fahrzeug in China in den Handel. Das Konzeptfahrzeug Brilliance C3, mit dem der Hersteller eine Variante des H320 mit Offroadbeplankung zeigte, die aber in China nie in Serienproduktion ging und die Limousine H330 debütierten auf der Shanghai Auto Show im April 2013. Noch im selben Monat startete der Verkauf der Limousine in China.
Seit Mitte 2015 baut SAIPA die Fahrzeugmodelle im Iran. Die Variante H320 Cross mit Offroadbeplankung, die die Serienversion des Brilliance C3 ist, wurde auf der Mashhad Motor Show 2017 vorgestellt und wird seit Mitte 2017 angeboten. In Hassia im Distrikt Homs, Syrien wird die Limousine H330 seit März 2019 vom Tochterunternehmen Saipa Syria in einem Joint-Venture mit SIVECO International gebaut.
Ab Anfang 2020 plant die Bavarian Auto Group das Modell H330 auch in Ägypten zu bauen.
In China ist es das Vorgängermodell des Brilliance H3.

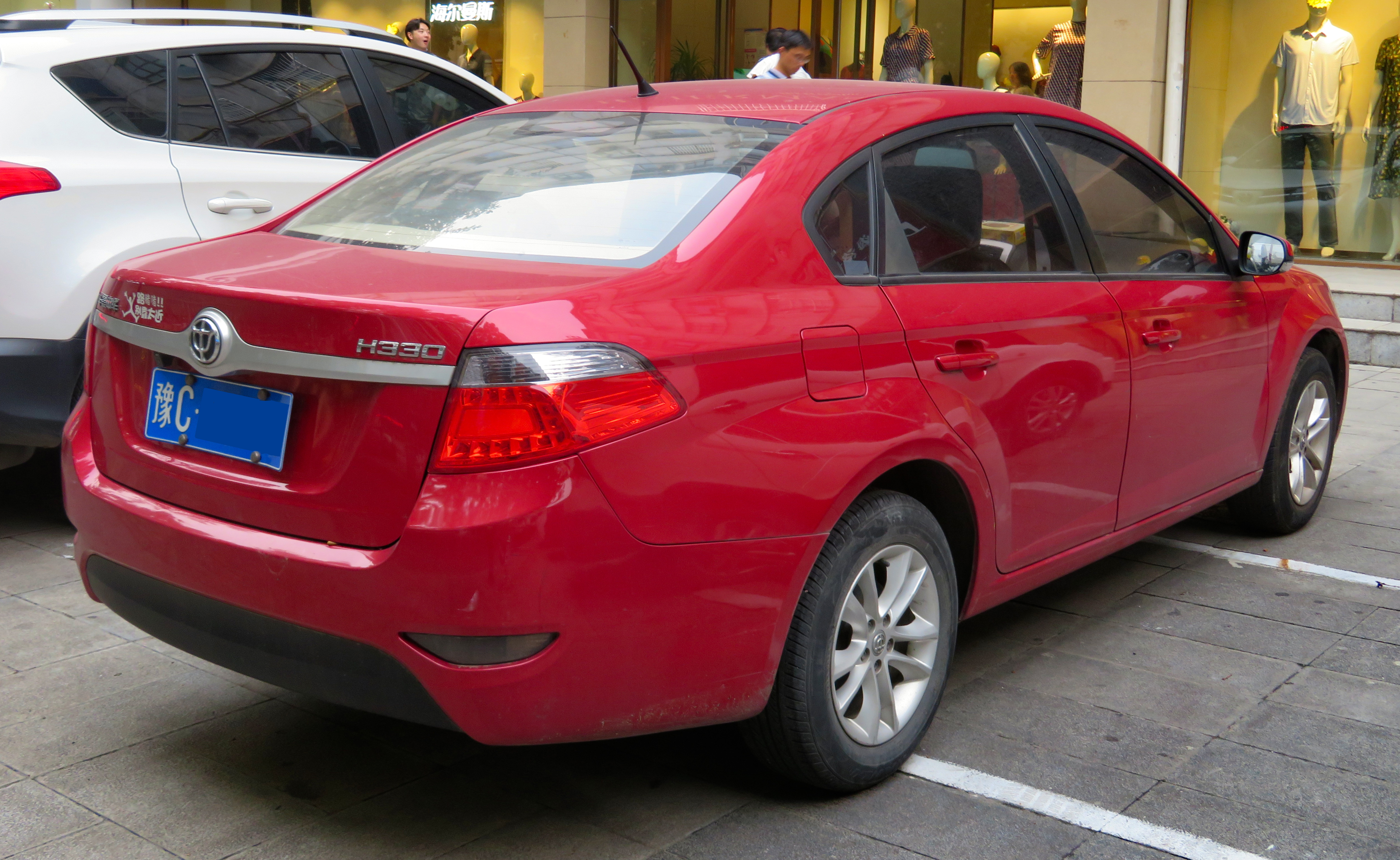
Heckansicht
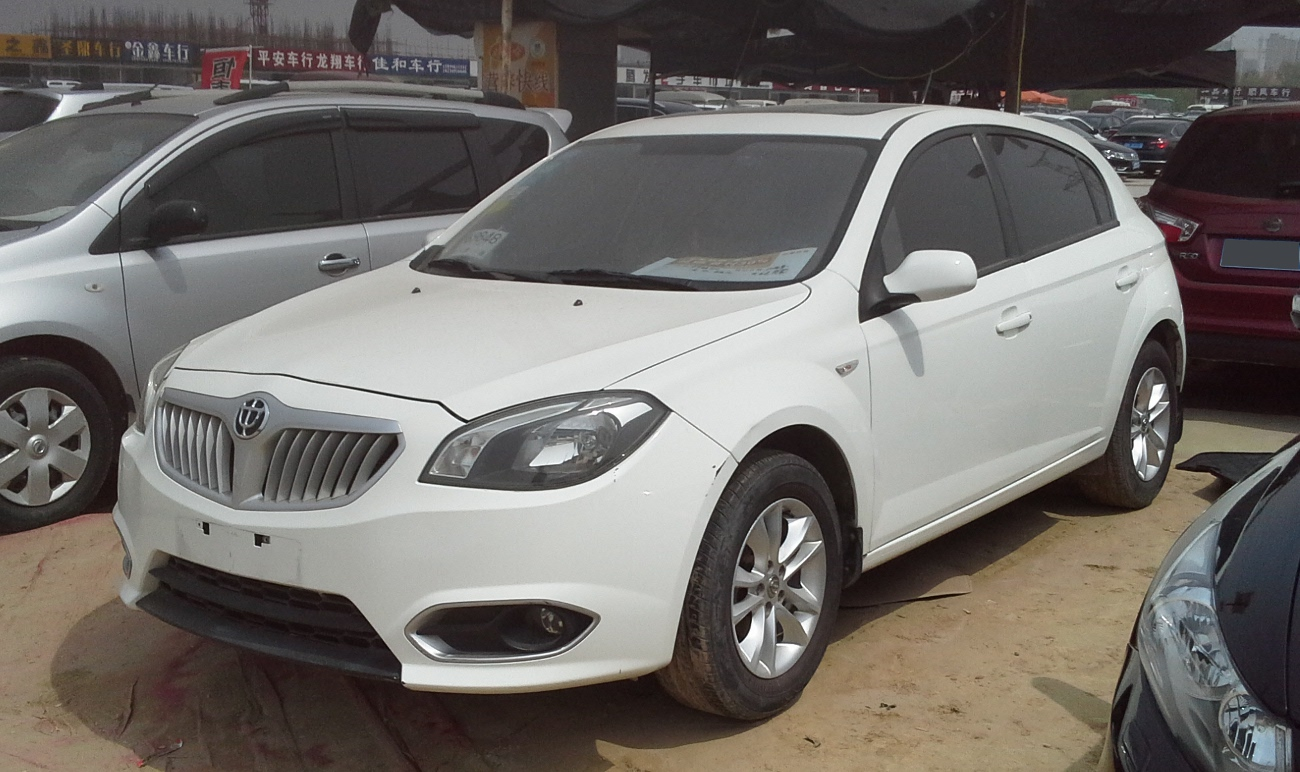
Brilliance H320 (2012–2020)

## Antrieb
Den Antrieb übernahm in China sowohl im Schrägheck, als auch in der Limousine ein 1,5-Liter-Ottomotor mit 77 kW (105 PS) maximaler Leistung. Beide Versionen hatten serienmäßig ein 5-Gang-Schaltgetriebe, gegen Aufpreis war ein 4-Stufen-Automatikgetriebe erhältlich.
Im Iran betrug die maximale Leistung des von 2015 bis 2018 angebotenen Ottomotors mit 1,5 Liter Hubraum 76 kW. Seit 2018 ist ein maximal 84 kW leistender 1,7-Liter-Ottomotor für den Iran und Syrien im Motorenangebot. Sowohl die Kombilimousine als auch die Limousine mit Stufenheck sind auf diesen Märkten mit 5-Gang-Schaltgetriebe bzw. gegen Aufpreis mit einem 4-Stufen-Automatikgetriebe erhältlich. Die Version H320 Cross gibt es nur mit einem Automatikgetriebe.

## Technische Daten
|                                            | H320 1.5                      | H330 1.5                      | H320 1.5                      | H330 1.5                      | H320 1.7                      | H330 1.7                      |
| ------------------------------------------ | ----------------------------- | ----------------------------- | ----------------------------- | ----------------------------- | ----------------------------- | ----------------------------- |
| Märkte                                     | China                         | China                         | Iran, Syrien                  | Iran, Syrien                  | Iran, Syrien                  | Iran, Syrien                  |
| Bauzeitraum                                | 2012–2017                     | 2013–2017                     | 2015–2018                     | 2015–2018                     | seit 2018                     | seit 2018                     |
| Motorkenndaten                             |                               |                               |                               |                               |                               |                               |
| Motortyp                                   | Reihen-Vierzylinder-Ottomotor | Reihen-Vierzylinder-Ottomotor | Reihen-Vierzylinder-Ottomotor | Reihen-Vierzylinder-Ottomotor | Reihen-Vierzylinder-Ottomotor | Reihen-Vierzylinder-Ottomotor |
| Motoraufladung                             | —                             | —                             | —                             | —                             | —                             | —                             |
| Hubraum                                    | 1498 cm³                      | 1498 cm³                      | 1498 cm³                      | 1498 cm³                      | 1654 cm³                      | 1654 cm³                      |
| max. Leistung bei min−1                    | 77 kW (105 PS) / 5800         | 77 kW (105 PS) / 5800         | 76 kW / 5800                  | 76 kW / 5800                  | 84 kW / 6000                  | 84 kW / 6000                  |
| max. Drehmoment bei min−1                  | 143 Nm / 3800–4200            | 143 Nm / 3800–4200            | 138 Nm / 3800                 | 138 Nm / 3800                 | 154 Nm / 4000                 | 154 Nm / 4000                 |
| Kraftübertragung                           |                               |                               |                               |                               |                               |                               |
| Antrieb, serienmäßig                       | Vorderradantrieb              | Vorderradantrieb              | Vorderradantrieb              | Vorderradantrieb              | Vorderradantrieb              | Vorderradantrieb              |
| Getriebe, serienmäßig                      | 5-Gang-Schaltgetriebe         | 5-Gang-Schaltgetriebe         | 5-Gang-Schaltgetriebe         | 5-Gang-Schaltgetriebe         | 5-Gang-Schaltgetriebe         | 5-Gang-Schaltgetriebe         |
| Getriebe, optional                         | (4-Stufen-Automatikgetriebe)  | (4-Stufen-Automatikgetriebe)  | (4-Stufen-Automatikgetriebe)  | (4-Stufen-Automatikgetriebe)  | (4-Stufen-Automatikgetriebe)  | (4-Stufen-Automatikgetriebe)  |
| Messwerte                                  |                               |                               |                               |                               |                               |                               |
| Höchstgeschwindigkeit                      | 175 km/h (170 km/h)           | 175 km/h (170 km/h)           | 170 km/h (170 km/h)           | 170 km/h (170 km/h)           | 170 km/h (170 km/h)           | 170 km/h (170 km/h)           |
| Beschleunigung, 0–100 km/h                 | k. A.                         | k. A.                         | k. A.                         | k. A.                         | k. A.                         | k. A.                         |
| Kraftstoffverbrauch auf 100 km, kombiniert | k. A.                         | k. A.                         | 6,4 l (6,7–7,5 l)             | 6,4 l (6,7 l)                 | 7,8 l (7,6 l)                 | 7,8 l (7,6 l)                 |

Werte in runden Klammern gelten für Modelle mit Automatikgetriebe.